# 한국소방산업협동조합
한국소방산업협동조합(영어: Korea Fire Industry Cooperative)은 소방용 기계·기구를 생산, 판매하는 120여개 조합원으로 구성된 협동조합으로서 조합원의 수출지원, 소액수의계약 추천, 중소기업간 경쟁제품 직접생산 확인 등을 목적으로 한다.

## 연혁
- 1968년 12월: 조합 창립총회 개최
- 1969년 4월: 조합 설립인가 (상공부 인가 제71호)
- 1972년 3월: 전국 소방기구전시회 개최
- 1984년 10월: 조합 수출입허가 득함

## 사업

### 공동사업 지원
소방기구를 생산하는 중소기업은 영세하고 규모가 작기 때문에 원부자재를 직접 구매하기 어려운 경우가 많아 이를 조합이 공동구매하여 공급하고, 조합원의 생산제품을 조합이 공동판매하는 등의 협동조합의 공동사업을 지원함.

### 공동판매
구매관련정보 및 주요 구매기관과의 간담회를 통해 중소기업제품의 구매를 중계하고, 품질의 고급화 유도 및 신규품목 개발

### 공개경쟁입찰 참여
국가를 당자로 하는 계약에 관한 법률 제 12조 제1항 및 제2항의 규정에 의해 협동조합이 해당 소관제품에 대하여 공개경쟁입찰에 참여, 적정가에 낙찰하여 해당업체에 공정히 배정납품

### 기타
- 생산, 가공, 수주, 판매, 운송, 전시, 기타 서비스등 공동사업과 단지 및 공동시설의 조성과 관리운영
- 조합원이 생산하는 제품의 수출과 생산에 필요한 원자재 및 시설재의 수입
- 조합원의 경제적 이익을 도모하기 위한 단체적 계약체결
- 조합원의 생산품에 대한 단체표준(규격)제정 및 품질인증 업무수행
- 조합원의 사업에 관한 경영, 기술 및 품질경영지도, 조사연구 및 신제품 홍보
- 조합원의 수출진흥과 판매진흥을 위한 국내외 전시, 구판장의 설치와 판매
- 국가, 지방단체 또는 기협중앙회로부터 위촉받은 사업의 수행
- 조합원에 대한 사업자금의 대부 또는 조합자체사업을 위한 자금의 차입
- 조합원 이외의 자의 사업영역 침해 또는 사업전환, 구조조정 등 활성화 대책에 대한 대변과 건의